# Morphogenèse urbaine
 (janvier 2024).
Si vous disposez d'ouvrages ou d'articles de référence ou si vous connaissez des sites web de qualité traitant du thème abordé ici, merci de compléter l'article en donnant les références utiles à sa vérifiabilité et en les liant à la section « Notes et références ».
La morphogenèse urbaine désigne le processus historique de création et d'évolution d’une ville et de sa morphologie urbaine, processus continu d'optimisation des interactions entre individus et activités. 
La morphogenèse urbaine étudie les principales phases de construction des villes et de leurs typologies architecturales et urbanistiques propres, mais également leur stagnation, leurs phases de déclin, voire leur abandon.

## Voir également
- Géographie urbaine
- Plan hippodamien
- Village-rue